# Leucochimona lepida
Leucochimona lepida is een vlindersoort uit de familie van de prachtvlinders (Riodinidae), onderfamilie Riodininae.
Leucochimona lepida werd in 1885 beschreven door Godman & Salvin.